# 바지 안 입고 지하철 타기

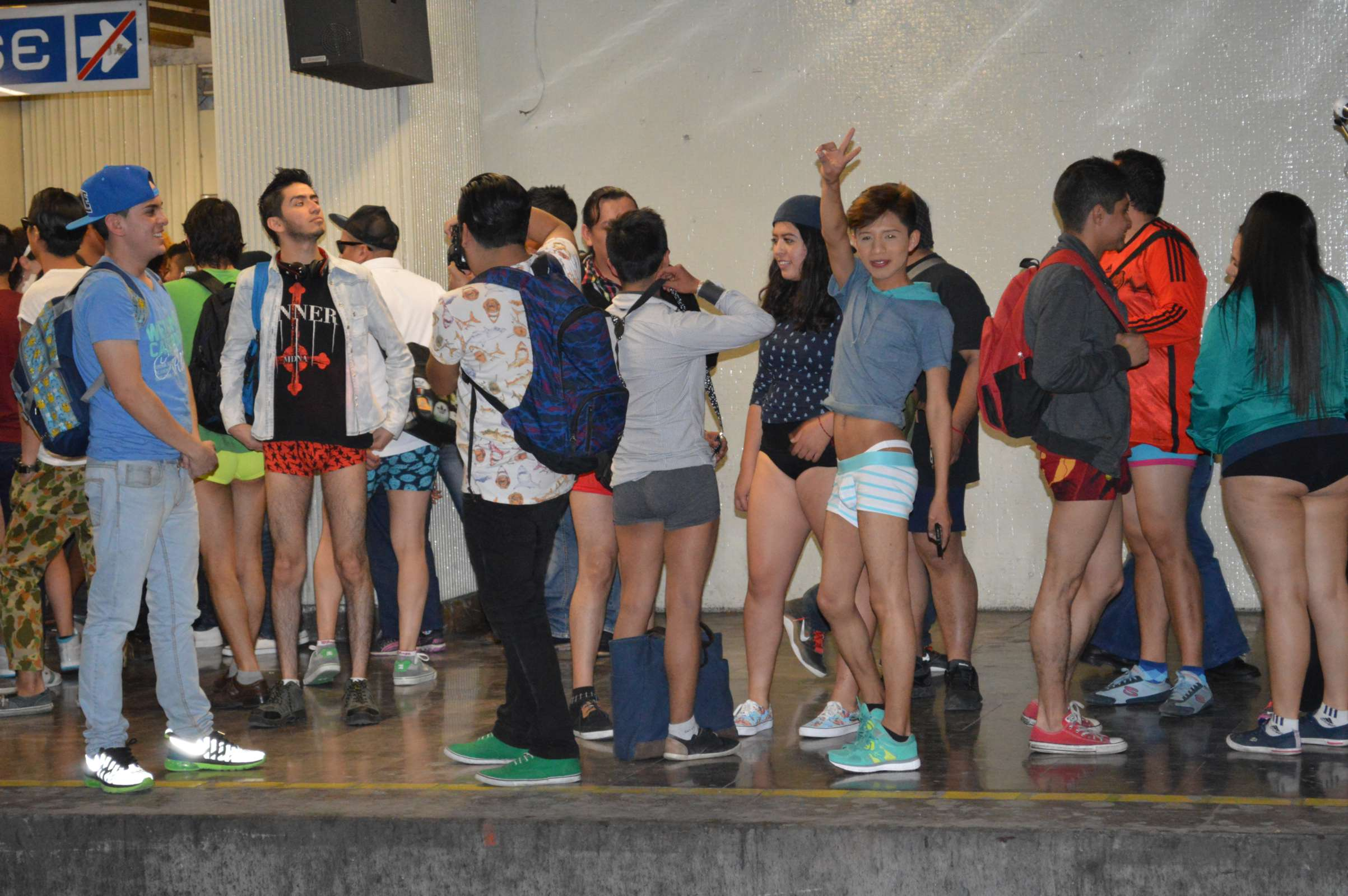
바지 안 입고 지하철 타기

바지 안 입고 지하철 타기(영어: No Pants Subway Ride)는 매년 1월에 개최되는 바지나 치마를 입지 않고 지하철에 승차하는 이벤트이다. 즉흥적인 형태로 시작했지만 오늘날 세계 곳곳에서 행해진다.

## 역사
처음으로 2002년 뉴욕에서 열렸다. 2006년에는 뉴욕에서 150명이 참가하였다. 그 중 8명이 풍기 문란 행위로 체포되었지만, 나중에 석방되었다. 2013년에는 60개 도시가 이 행사에 참여하였다.

## 같이 보기
- 노팬츠 데이
- 세계 누드 자전거 타기